# Pelo malo
Pelo malo és una pel·lícula de dramàtica coproducció de Veneçuela, Argentina, Alemanya i el Perú estrenada comercialment en 2014, escrita i dirigida per Mariana Rondón. Es va projectar en la secció de cinema del món contemporani en el Festival Internacional de Cinema de Toronto de 2013. Va resultar guanyadora del premi Conquilla d'Or a la millor pel·lícula de la LXI edició del Festival de Cinema de Sant Sebastià.

## Sinopsi
Júnior (Samuel Lange Zambrano), un nen de nou anys amb el "pèl dolent". Per a la foto de l'escola, ell se'l vol allisar, la qual cosa li ocasiona un conflicte amb Marta (Samantha Castillo), la seva mare, una vídua de 30 anys.
L'àvia paterna de Júnior, li proposa a la seva Marta quedar-se amb el nen definitivament. Li és igual que sigui efeminat, simplement vol que ell la cuidi durant la seva vellesa. Marta no cedeix i comença la reeducació de Júnior, qui vol viure amb la seva mare i que ella l'accepti tal com és.

## Repartiment
| Actor                 | Personatge |
| --------------------- | ---------- |
| Beto Benites          | El Jefe    |
| Samantha Castillo     | Marta      |
| Samuel Lange Zambrano | Junior     |
| Nelly Ramos           | Carmen     |
| María Emilia Sulbarán | La Niña    |

## Premis i nominacions
Premis Platino
| Any  | Categoria                        | Nominat                          | Resultat |
| ---- | -------------------------------- | -------------------------------- | -------- |
| 2015 | Millor Pel·lícula Iberoamericana | Millor Pel·lícula Iberoamericana | Nominat  |
| 2015 | Millor Director                  | Mariana Rondón                   | Nominada |
| 2015 | Millor Actriu                    | Samantha Castillo                | Nominada |
| 2015 | Millor Guió                      | Mariana Rondón                   | Nominada |
| 2015 | Millor Direcció Artística        | Matías Tikas                     | Nominat  |
| 2015 | Millor Fotografia                | Micaela Cajahuaringa             | Nominada |
| 2015 | Millor So                        | Lena Esquenazi John Figueroa     | Nominat  |
| 2015 | Millor Muntatge                  | Marité Ugas                      | Nominat  |

Premis Fènix
| Any  | Categoria                      | Receptor                       | Resultat |
| ---- | ------------------------------ | ------------------------------ | -------- |
| 2014 | Millor Llargmetratge de Ficció | Millor Llargmetratge de Ficció | Nominat  |
| 2014 | Millor Director                | Mariana Rondón                 | Nominada |
| 2014 | Millor Actriu                  | Samantha Castillo              | Nominada |
| 2014 | Millor Guió                    | Mariana Rondón                 | Nominada |
| 2014 | Millor Música                  | Camilo Froideval               | Nominat  |

Premis Ariel
| Any  | Categoria                        | Receptor       | Reasultado |
| ---- | -------------------------------- | -------------- | ---------- |
| 2014 | Millor pel·lícula Iberoamericana | Mariana Rondón | Nominada   |

Festival Internacional de Cinema de Mar del Plata
| Any  | Categoria         | Receptor          | Resultat   |
| ---- | ----------------- | ----------------- | ---------- |
| 2013 | Millor pel·lícula | Millor pel·lícula | Nominat    |
| 2013 | Millor Direcció   | Mariana Rondón    | Guanyadora |
| 2013 | Millor Guió       | Mariana Rondón    | Guanyadora |

Festival Internacional de Cinema de Sant Sebastià
| Any  | Categoria                             | Receptor       | Resultat   |
| ---- | ------------------------------------- | -------------- | ---------- |
| 2013 | Conquilla d'Or a la millor pel·lícula | Mariana Rondón | Guanyadora |